# Bác ơi!
Bác ơi! là một trong những vần thơ viết về Chủ tịch Hồ Chí Minh của nhà thơ Tố Hữu, được sáng tác trong những ngày tang lễ của Chủ tịch Hồ Chí Minh. Đây được coi là một trong số những bài thơ hay nhất viết về sự kiện này.
Bài thơ này được in trong tập Ra trận (1972) và hiện đang được giảng dạy trong chương trình Ngữ Văn 12, tập 1.

## Hoàn cảnh sáng tác
Theo lời kể của Vũ Thị Thanh, vợ nhà thơ Tố Hữu, bài thơ Bác ơi! được Tố Hữu bắt đầu viết vào ngày 2 tháng 9 năm 1969. Lúc đó, Chủ tịch Hồ Chí Minh từ trần, vì Tố Hữu đang ốm nằm viện nên Trung ương Đảng Lao động Việt Nam không thông báo cho ông. Trưa hôm đó, Xuân Thủy mới đến báo cho Tố Hữu. Cùng thời gian này, ông được đưa vào viện bằng xe riêng. Ông ngay lập tức vào Phủ Chủ tịch bất chấp sức khỏe chưa tốt. Trở về nhà hôm đó, Tố Hữu liền đi thẳng vào phòng mình, khóa cửa và bắt đầu viết nên bài thơ.
Sau khi bài thơ hoàn thành, nó được phát trên hệ thống truyền thanh của Việt Nam Dân chủ Cộng hòa.
Ngày 5 tháng 4 năm 1999, Tố Hữu đem bút tích bài thơ tặng Bảo tàng Hồ Chí Minh ở Huế, kèm tấm ảnh chân dung ông cùng lời đề tặng: "Bài thơ Bác ơi! viết tặng Bảo tàng Hồ Chí Minh ở Huế".

## Đánh giá
Vũ Nghĩa của tạp chí Quân đội nhân dân nhận xét: Bác ơi! vừa có tính sử thi vừa có tính tiên đoán, nội dung và hình thức là một, mẫu mực và cổ điển [...] trở thành bài thơ toàn bích viết về Chủ tịch Hồ Chí Minh.